# Natalia Dyer
Natalia Dyer (født 13. januar 1995) er en amerikansk skuespillerinde, der er mest kendt for sin rolle som Nancy Wheeler i Netflix-serien Stranger Things.